# Hoplomegistidae
Famille
Les Hoplomegistidae  Camin and Gorirossi, 1955 sont une famille d'acariens Mesostigmata Antennophorina.
Elle est composée de deux espèces dans le genre Stenosternum Kramer, 1898 (Hoplomegistus Berlese, 1903 est son synonyme).